# Stylurus amnicola
Stylurus amnicola är en trollsländeart som först beskrevs av Walsh 1862.  Stylurus amnicola ingår i släktet Stylurus och familjen flodtrollsländor. IUCN kategoriserar arten globalt som livskraftig. Inga underarter finns listade i Catalogue of Life.